# Akira Narahashi
Akira Narahashi (Chiba, 26. studenog 1971.) bivši je japanski nogometaš.

## Klupska karijera
Igrao je za Shonan Bellmare (Bellmare Hiratsuka) i Kashima Antlers.

## Reprezentativna karijera
Za japansku reprezentaciju igrao je od 1994. do 2003. godine. Odigrao je 38 utakmice.
S tom je reprezentacijom Akira Narahashi igrao na Svjetskom prvenstvu u Francuskoj 1998.

## Statistika
| Japan  | Japan | Japan |
| Godina | Nas.  | Gol.  |
| ------ | ----- | ----- |
| 1994.  | 1     | 0     |
| 1995.  | 9     | 0     |
| 1996.  | 0     | 0     |
| 1997.  | 13    | 0     |
| 1998.  | 9     | 0     |
| 1999.  | 0     | 0     |
| 2000.  | 0     | 0     |
| 2001.  | 0     | 0     |
| 2002.  | 2     | 0     |
| 2003.  | 4     | 0     |
| Ukupno | 38    | 0     |

## Vanjske poveznice
- National Football Teams
- Japan National Football Team Database